# Pentina petulina
Pentina petulina är en fjärilsart som beskrevs av Paul E. Whalley 1976. Pentina petulina ingår i släktet Pentina och familjen Thyrididae. Inga underarter finns listade i Catalogue of Life.